# Казахско-русские конфликты XVII—XVIII веков
Казахско-русские конфликты XVII—XVIII веков — ряд вооружённых столкновений, между единым Казахским ханством, с Русским царством, позже с Российской империей, а также их подданными казаками, башкирами и калмыками. Столкновения сопровождались взаимными набегами, грабежом, угоном людей в рабство. Военные конфликты начались в период правления Тауке-хана, в 1690 году и продолжались, с перерывами, до конца XVIII века. Отдельные столкновения происходили и в начале-конце XIX века.

## Столкновения на югеЗападной Сибири(1690—1703)

### Предпосылки и причины конфликта
В 1687 году, впервые после долгого перерыва, начались попытки возобновления дипломатических отношений Казахского ханства и Русского царства. Тауке-хан отправил в Тобольск посольство во главе с батыром Ташимом с подарками и письмом в Москву. Целью посольства было восстановление прежних политических и торговых связей. Следующее посольство было отправлено в конце 1689 — начале 1690 года во главе с Туманчи-батыром. При этом никаких соглашений подписано не было. Несмотря на попытки Тауке-хана наладить отношения с Русским царством, начались нападения казахских отрядов на русских подданных. Так, зимой 1689/1690 года был совершен налет на русский купеческий караван во главе с Кашкой. Тауке отрицал свою причастность и обещал изловить и наказать налётчиков.
По мнению В. Я. Басина причинами конфликта стали частые набеги казачьих общин на казахскую степь с угоном значительного числа пленных, скота, лошадей, а также продвижение царских войск вглубь казахской степи. «Поэтому набеги (казахов) не являлись „разбоем“, а имели характер наступательно-оборонительной тактики, вытекавшей из специфических особенностей их борьбы с царизмом». Р. Д. Темиргалиев считает, что казахские ханы претендовали на контроль над группами сибирских татар, которых русские власти, в свою очередь, считали своими подданными. По мнению историка Е. А. Абиля потомки кочевых подданных Сибирского ханства, позже ставшие подданными Тауке-хана, считали пастбища юга Западной Сибири своим родовым уделом и часто вопреки воле хана нападали на сибирские слободы, купцов и солепромышленников.

### Разорение Тарханского острога
Первые столкновения начались с нападения казахов и подданных Казахского ханства каракалпаков на Тарханский острог Тобольского уезда.
По данным Есиповской летописи, казахи пришли под острог «безвестно», то есть незамеченными. Ночью 2 августа 1690 года они ворвались и разорили острог, взяли в плен двух русских служилых людей — «тюменцев» и около 30 местных мужчин и женщин, убили около 20 тарханских татар, угнали лошадей и скот. 4 августа из Тобольска и Тюмени за казахами в погоню вышел крупный отряд, численностью более 700 человек, под началом А. В. Клепикова, состоящий из детей боярских, конных казаков и захребетных татар. Отряд шёл по следам казахских войск 38 дней, но не смог их найти.
Тарханский острог — один из первых, наряду с Тюменским, Тобольским и Туринским, пунктов освоения и обороны сибирских территорий Русским государством в конце XVI — начале XVII веков. Был основан около 1628 года на месте татарского городка и, предположительно, располагался у слияния Тапа и Тобола возле современной деревни Тарханы Тюменской области. Вскоре после разорения рядом с прежним укреплением был отстроен новый острог.

### Продолжение столкновений
В ноябре 1690 года в Тобольск было отправлено очередное посольство во главе с Кабаем с целью устранения неприятностей, возникших в связи со взаимными нападениями. В это же время у Ямышева озера велись переговоры между представителями тобольской администрации во главе со стольником Павлом Шарыгиным и влиятельными казахскими мурзами Сары и Кельдеем, которые были отправлены ханом для подписания договора о торговле на условиях посредничества среднеазиатских купцов. Однако из-за нападения на русских промысловиков на берегу Иртыша Сары и Кельдей были пленены и доставлены в Тобольск, где Сары вскоре умер. Кельдей остался в плену.
В июле 1691 года, согласно той же Есиповской летописи, «воинския люди Казачьей орды бесермены, розвоевали тоболского ведомства вверх Тобола реки две слободы, Утяцкую да Камышевскую, и в тех слободах прикащика тоболского сын боярского Спиридона Рачковского з женою и з детми и с ним много беломестных казаков и крестьян з женами и з детми во дворе сожгли, а иных побили, и в полон с собою увезли человек з двести». По сведениям Н. А. Абрамова, тогда же было разорено Царево городище, будущий город Курган. Осенью в Тобольск было отправлено еще одно посольство во главе с теми же Туманчи и Кабаем, которые сообщили об отрицательном отношении хана к набегам. В конце года джунгарский хан Галдан-Бошогту предложил военную помощь Русскому царству в борьбе с казахами, но никаких соглашений достигнуто не было.
В июне 1692 года казахи и каракалпаки снова напали на деревни и слободы Царева Городища на Тоболе, разорили двадцать дворов Утятской слободы, избили крестьян и увезли в плен их семьи. Казахские войска были настигнуты сотником с сотней беломестных казаков недалеко от Царева Городища. В последовавшем бою был убит сотник и 40 беломестных казаков. В погоню отправился отряд из 600 человек во главе с тоболяком Федором Тутолминым, состоящий из детей боярских, конных казаков, тюменских татар и слободских беломестных казаков, но догнать казахов не смог. Посол Избрант Идес писал, что в июне казахские войска находились в 15 милях от Тюмени.
Стремясь разрешить ситуацию, в июле 1692 года российские власти направили в Туркестан посольство во главе с боярским сыном Андреем Неприпасовым. С ним был его спутник казак Василий Кобяков. Посольство было принято в присутствии представителей большинства родов. Хан больше не обещал наказать нападавших и обвинил русские власти в незаконном пленении Сары и Кельдея. Посольство не гарантировало освобождения Кельдея, добивалось безусловного освобождения пленных, угрожая войной. В ответ казахская знать потребовала разрыва всех отношений. Посольство было взято в плен. Набеги продолжились.

### Семискульское побоище
Русскому царству не удавалось обеспечить защиту пограничных поселений, несмотря на сосредоточение значительных сил. В 1693 году тобольский воевода А. П. Головин провел реорганизацию расположения русских военных сил. Основная часть воинов, «тобольские дети боярские и служилые люди и татары», были переведены в Суерскую слободу, «тюменские дети боярские и служилые люди, татары» в слободу Царёво Городище, слободские
служилые люди стояли в слободах «каждый в своей сотне». Во главе основной группы стоял тобольский сын боярский Василий Шульгин. Отряд в Царевом городище возглавлял тюменский сын боярский Иван Молчанов.
15 июля 1693 года казахи и каракалпаки напали на деревни Ялуторовской слободы, убили беломестных казаков и крестьян в количестве 42 человек, взяли в плен 69. Василий Шульгин, собрав тобольских детей боярских, конных казаков, татар, беломестных казаков и крестьянских охотников из разных слобод, не дождавшись людей Ивана Молчанова, вышел в степь 25 июля. До этого казахи всегда уходили от столкновения с главными силами, поэтому было необходимо выступать как можно раньше. Всего Шульгину удалось собрать 318 человек, не считая охотников и жителей других слобод по данным Есиповской летописи. По данным Нарышкинского списка Сибирского летописного свода, Шульгин к своему отряду из 50 тобольских детей боярских, 60 конных казаков из литовского и новокрещенского списка, 45 татар присоединил еще 172 человека из беломестных казаков и «охочих крестьян» из Ялуторовской и Суерской слобод, не считая охотников из других слобод.
27 июля он настиг войско Казахского ханства у озера Семискуль. У русских подломилась телега с порохом, и пришлось занять оборону в степи. Пошел сильный дождь, у воинов намокли ружья. Казахи и каракалпаки пошли в копейную атаку. Почти все русское войско было перебито. Погиб и сам Василий Шульгин с братьями Яковом и Иваном. По словам сбежавших из плена выживших, им противостояло три тысячи человек. Согласно Есиповской летописи, потери убитыми войска Шульгина составили 357 человек, немногочисленных выживших взяли в плен. Всего выжило 14 человек, взятых в плен и позднее бежавших. Они рассказали о случившемся Молчанову, который со своим отрядом шел на помощь, но не успел и вернулся в Ялуторовскую слободу, где стоял до осени.
После разгрома главных русских сил в Сибири появилась угроза слободам и городам по Исети и Тоболу, в том числе столице Сибири Тобольску. Началось укрепление городов и острогов, усилены караулы.
На картах Ремезова место, где произошло это событие, обозначено как «побоище Шульгина», «убитые с Шульгиным», «убит Шульгин». Современное название местности на берегу озера Семискуль — «Урочище Убиенное».

### 1693—1700 годы
Одновременно с событиями на Тоболе другой казахский отряд во главе с султанами Аблаем и Казеем (Казы) в июле 1693 года подожгли недавно построенную Шипицыну (Такмыкскую) слободу на Иртыше выше Тары и угнали в плен людей. Султан Казы сам рассказывал послу Скибину о том, что он с 1200 людьми ходил под Шипицыну слободу для грабежа. Захватить острог казахам не удалось, но пожар на слободе учинили сильный.
Хан Тауке продолжал отправлять посольства в Тобольск с письмами русскому царю, отрицая свою причастность к набегам и требуя освободить Кельдея. В октябре 1693 года он писал: «Ведомо от Адама и по се время такова дела не слыхали, что за воровских людей держать посланца». Хан пообещал освободить посольство Андрея Неприпасова и Василия Кобякова в обмен на освобождение мурзы Кельдея, также выразил желание возобновить торговые и дипломатические отношения после обмена. В письме Тауке сообщил, что осуждает нападения своих подданных султана Казы и каракалпаков на сибирские поселения, кроме того «я их за такое худое дело крепко бранил и в стыд привел и говорил я им, чтоб они здравствовали на своих государствах, а мы были здесь. И мы такому худому воровству и недоброму делу не рады, и не надобно, и не любим, что меж царствами такие дурости чинятся».
В 1694 году Тобольские власти освободили Кельдея, наградив его ценными подарками и направили к Тауке-хану еще одно посольство Федора Скибина и Матвея Трошина. Основной миссией посольства было освобождение предыдущих посланников Андрея Неприпасова и Василия Кобякова. Однако судьба и этих послов сложилась тяжело. Обращались с ними грубо и долго не отпускали домой. Андрей Неприпасов умер в плену. Его товарищам пришлось бежать кружным путем, через Бухару. Нападения казахов стали менее интенсивными. Так в 1694 году они ограничились набегами на пограничную по реке Миасс Чумляцкую слободу 14 мая и 9 августа. Более 200 человек осадили острог и взяли в плен 34 жителя. В 1695—1699 годы была серия мелких набегов на Утятскую слободу. В Чертёжной книге Сибири (1699—1701) на карте окрестностей города Тары С. У. Ремезов писал о неоднократных нападениях казахов на Тукулескую волость, об их приходе в тарские уезды, барабинские и тюменские волости.
Нападения в 1690-е годы совершались на территории длиной в тысячу километров. Так воеводы Тобольска С. И. Салтыков и А. Ф. Нарышкин сообщали: «В 198-м, и в 199-м и в 200-м, и в 202-м, и в 203-м годех приходили Казачьи Орды и каракалпаки воинские люди в Тобольской уезд под Тарханский острог и под Ялуторовскую, и под Царёво Городище, и под Утяцкую и под Чумляцкую, и под Ишимскую Коркину слободы и под митрополье Воскресенское село, и к пристанищу Ямыша озера войною и многих русских служилых людей, и татар, и крестьян, и ясашных людей побили, и в полон з женами и з детьми взяли и скот отогнали». Только по дошедшим до нашего времени данным в период набегов 1690-х годов войска Казахского ханства захватили в плен свыше 432 человек. Также были угнаны сотни голов рогатого скота, лошадей, были перебиты сотни служилых людей и мирного населения юга Западной Сибири. Казахи и каракалпаки продавали пленных в основном в государства Средней Азии. По данным русских послов Федора Скибина и Матвея Трошина: только в Бухаре к 1694 году в рабстве находилось более тысячи русских пленных, взятых кочевниками. Еще больше двух тысяч пленных из Русского царства было в Хиве.

### Возобновление крупных набегов
В 1701 году было совершено 5 нападений. Казахские отряды осадили Чумляцкую и Утятскую слободы, сожгли Усть-Уйское поселье Далматова монастыря. Под деревнями Смолиной Царева Городища и Слободчиковой Емуртлинской слободы казахи захватили в плен крестьян. В 1703 году в 13 верстах от Емуртлинской слободы была разорена деревня Архипова. Отряду Тобольского полка слободских драгун удалось нагнать казахский отряд в степи и вернуть пленников. Жители деревни, опасаясь повторения набегов, ушли из деревни Архиповой в более защищённые места. Поселение было заброшенным даже ко времени заполнения анкеты Г. Ф. Миллера в 1741 году. По просьбе жителей поселений, которым угрожали набеги, осуществлялся переезд крестьян на русскую сторону Тобола. Перенос наиболее угрожаемых поселений за Тобол снизил опасность набегов для северного участка Среднего Притоболья. При этом колонизационные процессы на данной территории были свернуты на несколько десятилетий.

### Последствия
Пограничные столкновения с Казахским ханством привели к кризису колонизации Южного Зауралья. Заселение новых земель было приостановлено и откатилось назад. Крестьяне были вывезены с правого берега Тобола. Людей из деревень, которым угрожали набеги, расселили по крупным укрепленным слободам. Многие малые деревни были ликвидированы. Крестьяне покинули Верх-Суерскую слободу. На правом берегу сохранилась лишь хорошо укрепленная Емуртлинская слобода, в которой размещался отряд драгун. Отныне запрещалось строительство новых поселений «на спорных землях». Казахские нападения также вызвали нехватку продовольствия в Тобольском разряде.
Разрешить кризис попытались путем серьезного усиления военных сил на юге Сибири. В 1697—1701 годы Петр I издал несколько указов об укреплении городов и поселений на южной границе Сибири. В городах и острогах было увеличено количество артиллерии. Были увеличены гарнизоны крепостей на реках Исети и Тоболе. Из беломестных казаков в 1698 году создали драгунский полк, единственное в Сибири регулярное воинское формирование на тот момент. В результате, потери казахов в боях возросли с 1 к 3—4 русским до 1 к 1. В слободах, где ранее отсутствовали оборонительные сооружения, были построены укрепления. В деревнях и слободах были построены рвы и надолбы, поставлены караулы, крестьян обязали вооружиться ружьями, копьями и бердышами. Происходило обучение крестьян воинскому делу силами драгун. Позже из крестьян стали формироваться целые полки. Царево городище было перенесено на новое место и серьезно укреплено, построена вторая линия обороны. Будущий город Курган стал важнейшей русской крепостью на юге Сибири с крупным гарнизоном. Была организована линия обороны, которая проходила следующим образом: Ялуторовская слобода — Суерская слобода — Емуртлинская слобода — Царево Городище — Утятская слобода — Воскресенский городок — Чумляцкая слобода. Несмотря на концентрацию сил, русские войска продолжали нести потери. В источниках упоминается «побоище Ивана Давыдова». На карте Ремезова отмечено: «побиты драгуны 103».
В городах Средней Азии были проданы тысячи рабов из Сибири. Походы приносили большие прибыли их организаторам, знатным подданным Тауке-хана. Нападения продолжались, несмотря на обмен посольствами и доброжелательные письма хана в Москву. Интенсивность столкновений снижалась только во время войн с Джунгарским ханством. Усиление военных сил Русского царства в Тобольском разряде повысило безопасность крестьян, но не прекратило набеги полностью.
Русско-казахский конфликт также вызвал резкое ухудшение русско-башкирских отношений. По сообщениям из разных источников к казахским отрядам примыкали башкиры. Некоторые башкиры с женами и детьми переселялись к каракалпакам и вместе с ними и казахами участвовали в нападениях на сибирские поселения. Вскоре началось восстание башкир, и последующие столкновения происходили на фоне этого восстания.

## ПоддержкаБашкирского восстания (1704—1711)
К началу XVIII века отношения между казахами и башкирами были сложными. С одной стороны происходили взаимные набеги с угоном скота и захватом пленных, шла борьба за пастбища и водные источники. С другой — общие интересы становились причиной участия казахов в предыдущих башкирских восстаниях. Кроме того, с началом походов казахов и каракалпаков на сибирские слободы, башкиры начинают к ним присоединяться. В период «алдаровского» восстания 1704—1711 годов казахские и каракалпакские отряды также поддерживают восставших.
На первых этапах казахи и каракалпаки не участвовали в восстании. Совершались отдельные нападения на сибирские слободы, как и в прошлые годы. 5 сентября 1707 года под Утятской слободой казахский отряд взял в плен 23-х крестьян, работавших на правом берегу Тобола. За ним вышел в погоню подполковник Федот Матигоров с двумя ротами драгун и нагнал 7 сентября. Казахский отряд бросил угнанных людей и ушел в степь, убив перед этим четверых и ранив десять пленных. По словам освобожденного пленника в отряде было 80 человек, каждый из которых был вооружен ружьем-туркой и луком. У всех было по 4 лошади, всего в отряде было больше трехсот лошадей.
В конце августа — начале октября 1708 года башкиры ведут переговоры с казахами и каракалпаками. В сентябре уфимский воевода уже доносил в Казань о том, что «от каракалпацкого хана Тевки (Тауке) к ворам башкирцам, в начале к вору Алдару, пришли посланцы проведывать что у башкирцев учинилось с русскими, а другие извещали в Уфе, что они пришли к сообщению воровства». По сведениям Г. Б. Избасаровой в 1708 году Тауке-хан во главе отрядов казахов и каракалпаков подошел к Казани. Также башкирский тархан Алдар Исекеев пригласил молодого казахского султана Абулхаира, который на народном собрании был провозглашен башкирским ханом. В мае башкиры и каракалпаки напали на Арамильскую и Белоярскую Теченскую слободу, угнали скот и пленных. Капитан Василий Томилов сообщал, что в августе под Царево городище пришло около 250 каракалпаков. Драгуны отбили у них пленников и множество лошадей, убили 20 каракалпаков, двух взяли в плен и отправили в Тобольск. Пленные каракалпаки сообщили, что под Царево городище ходило 150 человек. А всего из Казахского ханства к башкирам поехало воевать 3000 казахов, 100 каракалпаков и 250 каратабунцев.
В конце 1709 года из-за обострения казахско-джунгарской войны поддержка восстания закончилась, каракалпаки и казахи покинули Башкирию. В начале 1710 года Абулхаир также вернулся в Приаральскую степь и был избран ханом Младшего жуза. В последующие годы башкиры, казахи и каракалпаки совершали набеги на Закамскую крепостную линию.

## Северные набеги казахов (1702—1727)

### Причины и предпосылки конфликтов
В 1584 году несколько сотен донских и волжских казаков захватило земли Ногайской Орды вдоль реки Яик.

### Столкновения
После того, как Пётр I пришел к власти, в этих конфликтах приняли участие и калмыки, правителю которых Аюке русский царь пожаловал ханское звание и вооружил его оружием.

#### Война с Яицким городком
С 1702 по 1714 гг., отряды казахов несколько раз нападали на крупные казачьи обозы с хлебом и рыбой, отправляющиеся из Поволжья в Яицкий городок.
В 1709 году казахи захватили огромный казачий обоз, следовавший в Сызрань.
В 1710 казахи организовали серию походов на русские поселения, продолжавшиеся до 1716 г., причем одновременно велись переговоры о мире, организации торговли и совместных действий против джунгар. Нападения на слободы и деревни зафиксированы в 1710, 1711, 1713, 1716 гг.
В 1711 году 16-тысячный казахский отряд разгромил хлебный обоз направлявшийся в Яицкий городок, 300 казаков попали в плен и были проданы в Хиву.
В 1713 году, отряд из 800 казахов захватил рыбный обоз, направлявшийся в Самару.
В том же году, казахский отряд совершил нападение на Яицкий городок и угнал 4000 лошадей. В последующие три года снова происходили нападения казахов на казачьи обозы и отряды.
В 1714 году 6 тысяч казахов совершили нападение на крупную казачью станицу, снаряженную в степь для добычи соли и осадили её. Казаки заняли круговую оборону и шесть дней просидели в осаде, отражая атаки казахов. В боях гарнизон станицы потерял 20 человек убитыми и пленными.
В 1715 году казахи атаковали очередной казачий обоз, вышедший из Сызрани. В ходе нападения 20 казаков были убиты и 100 взяты в плен.
В 1717 году, отряд из 600 казахов напал на Яицкий городок и отогнал 300 лошадей, захватив семерых казаков, находящихся при табуне. В том же году казахи и каракалпаки, численностью около 25 тысяч человек, предприняли попытку взятия Яицкого городка и осадили его. Однако потерпели неудачу и ушли в степь.
Поражение в Аягозской битве в 1717 (1718) году заставило часть казахских общин переместиться из Центрального Казахстана в Северный, что сразу же привело к новым столкновениям с русскими и их подданными, которые рассматривали казахские пастбища верховья Тобола и Ишима в качестве мест своей охоты и промысловой деятельности.
Так, в декабре 1718 года полковник Леонтий Парфентьев из Царёва Городища сообщил в Тобольск, что на реку Ишим «по обе стороны» в «самую близость» к русским слободам прибыли казахские отряды и «на промыслах, на солёных озёрах, и на хмелье русских людей и татар побивают и полон берут». Аналогичные действия наблюдались и в 1719—1720 гг.
Отдельные казахские отряды в период 1723—1727 гг. вторгались глубоко на север и сжигали деревни с монастырями в Миасской долине.
В начале 1715 года крупный казахский отряд под руководством Абулхаир-хана совершил набег на башкирские племена, располагавшиеся в долине реки Черемшан на территории Казанской губернии, в ходе которого он достиг казачьей станицы Новошешминск и «оный пригород выжег».
Зимой 1717 года 10-тысячный отряд казахов во главе с Абулхаиром предпринял поход через башкирские кочевья в Казанский уезд. Казахами вновь был захвачен и сожжен Новошешминск, но затем Абулхаир был вытеснен из Казанской губернии русским отрядом.
В 1718 году отряды казахов и каракалпаков окружили Яицкий городок, отрезали его от Самары и более месяца держали в осаде.
В июле 1719 года 20-тысячный казахский отряд во главе с Абулхаир-ханом осадил Яицкий городок, который казахи попытались взять силой. Но попытка взятия города не удалась, и Абулхаир снял осаду только осенью, направившись набегом на волжских калмыков.
В 1720 году Абулхаир вновь вторгся вглубь Казанской губернии, на территорию Николаевского уезда, дошел до русского села Черемшан, во время которого казахи захватили в плен «мужеска и женска полу многое число людей под тем селом», а Абулхаир всех пленных отправил в свои кочевые аулы.
В сентябре 1720 года между казахами и казаками произошло кровопролитное столкновение у реки Самары, в результате которого 50 казахов было взято в плен и 300 убито.
В 1721 году казаки и калмыки во главе с атаманом Балмашновым совершили поход в казахскую степь до Уила и захватили пленных.
В январе 1722 года казахи совершили ответную атаку: 300 казахов разбили у реки Шагын зимовую станицу и взяли в плен 70 казаков. В феврале того же года казахи отогнали табуны яицких казаков.
Казаки не ожидали зимнего набега казахов, которые в феврале угнали конский табун из-под стен Яицкого городка, и поэтому казакам не на чём было преследовать нападавших. К тому же пожар уничтожил весь хлебный запас, начался голод, казаки пережили очень трудную и суровую зиму в землянках.
По этой причине яицкие казаки не приняли участия в Персидском походе Петра І в 1722 году.
Осенью 1723 года, во время наступления войска Абулхайра на калмыков, состоялось несколько небольших боев между казахами и казаками.
В июне 1724 года под городком был разгромлен хлебный обоз, из Самары. В ходе боя было убито и попало в плен 68 казаков. Затем казахами на реке Утве был разбит отряд из 700 казаков под командованием Ивана Логинова. 72 казака было убито в бою, многие оказались в плену.
Казахи настигли отряд Никифора Бородина, убили и взяли в плен 32 человека.

### Последствия
Ожесточённые столкновения и значительные потери среди казаков в конце концов вынудили правительство усилить оборону Яицкого городка. Летом 1725 года казакам дополнительно выделили пять пушек, двенадцать пудов пороха, триста ядер, двести зарядов дроби и картечи. Однако к этому времени натиск казахов начал ослабевать.
В том же году часть элиты казахского Младшего жуза решила вступить в переговоры с российскими властями. Вопреки мнению ряда авторов, Абулхаир не имел отношения к этой инициативе. Прошение о принятии в подданство подписали малоизвестные султаны, вероятно, представители верхушки отдельного племени. Отсутствие имени какого-либо казахского хана в документе, по всей видимости, стало одной из причин холодного приёма посольства в Петербурге. Коллегия иностранных дел наложила на прошение резолюцию: «Пользы, чтоб под протекцией ее императорского величества быть, не находится». В результате власти, не дав никакого ответа, попросту выпроводили послов.

## Принятие ханом Абулхаиром подданства Российской империи
В октября 1731 г. вследствие ослабления Казахского ханства в ходе изнурительной войны с джунгарами Хан Абулхаир и большинство старшин Младшего жуза присягнули на подданство Российской империи, тем самым положив начало присоединению Казахстана к России. 19 февраля 1731 года царица Анна Иоанновна подписала указ о принятии Младшего жуза в состав империи.

## Казахские нападения на Калмыцкое Ханство
Незначительная численность калмыцкого контингента по сравнению с кампанией 1736 г. объяснялась враждебными действиями со стороны казахов, ущерб 
от которых был несопоставим с имуществом, отобранным у крымских и кубанских татар. В послании Анне Иоанновне, отправленном 4 февраля 1737 году, Дондук-Омбо сообщал о двух грабительских набегах, совершенных казахами Младшего жуза на калмыцкие улусы:
Первое нападение произошло 13 января 1737 г. с участием около 4 тыс. человек, захвативших в плен 500 калмыцких кибиток (семей).Второе нападение произошло в 22 января,но уже с численностью около 30 тыс. человек, в ходе нападения казахи захватили 2 тыс. кибиток, в числе которых 
оказались «придворные люди» самого хана. Наиболее ценным трофеем степных 
разбойников была ханская кибитка с находившимися при ней особо почитаемыми калмыками предметами буддийского культа: "одиннадцать собраний бурханов 
(скульптурных изображений будд) и книги". Отсутствие должного возмездия со 
стороны калмыков Дондук-Омбо объяснял участием его войска в войне за русские интересы. Калмыцкий правитель подчеркивал, что его воины всегда самостоятельно отбивали набеги казахов и в свою очередь брали в аманаты их султанов. «А ныне, – пишет хан, – так как войска наши только из похода возвра-
тились и лошади исхудали».
Для вторжения в калмыцкую степь казахские батыры со своими отрядами 
беспрепятственно переправлялись через Волгу. Предпочтение отдавалось зимнему времени, когда река сковывалась льдом и не требовались плавсредства для переправы. Об описанном Дондук-Омбо разорении калмыцких улусов говорится 
в донесении генерал-майора князя Н.В. Репнина.
19 января 1737 г. сбежавший из казахского плена калмык сообщил ему о нападении казахов «в немалом числе людей» на располагавшиеся ниже Царицына улусы. Репнин распорядился направить 
вверх по Волге для перехвата степных разбойников команды Псковского драгунского полка секунд-майора Мордвинова и Сальянского пехотного полка поручика Мечехина. Однако преследование оказалось запоздалым, и единственным его результатом стало пленение трех рядовых казахов. Из сбивчивых и противоречивых показаний пленных казахов следовало, что они в команде владельца Кашкара численностью до 6 тыс. человек пришли на Волгу для захвата в плен людей 
из калмыцких кочевий и русских селений.У Черного Яра в урочище Мазан они 
разделились на две команды. Есет-Батыр с 3-тысячным отрядом «для взятия калмык» пошел вверх по Волге по луговой стороне к Саратову. Телеп (Толеп) Батыр со своим отрядом остался у Черного Яра. Выше Черного Яра Телеп-Батыром было взято в плен 30 русских и до 100 калмыков.Для российского правительства необходимость наказания преступников была 
так же очевидна, как и осознание невозможности решить эту задачу собственными силами. В пространном указе, датированном 9 февраля 1737 году,Коллегия 
иностранных дел предлагала переложить ответственность за ее решение на хана Абулхаира.Собственно,предложения Коллегии сводились к трем вариантам: Если 
участники набега –подданные хана Младшего жуза, то он сам должен назначить 
им наказание, заставить отпустить пленных и вернуть награбленное имущество.Дальнейшее участие в ней калмыков будет определяться содействием России в предотвращении казахских набегов. Для большей убедительности правитель Калмыцкого ханства решил поделиться некоторыми сведениями, содержащими угрозу новых конфликтов. В первом случае он ссылался на показания пленных казахов, из которых следовало, что между башкирами и 
киргизами как единоверцами достигнута договоренность о переходе башкир в казахскую степь. Совместными усилиями они предполагают освободить содержащегося при Оренбургской экспедиции в аманатах сына Абулхаира, а затем совершать 
совместные набеги на русские селения. Косвенным свидетельством складывавшегося союза Дондук-Омбо назвал женитьбу казахского хана на дочери башкира Откохорта. Также он сообщал русской императрице, что башкир Бердекеш пришел 
к хану Абулхаиру с 2 тыс. кибиток и вместе с казахскими султанами участвовал в 
нападении на калмыков. В связи с понесенными от казахского набега людскими и материальными потерями калмыцкий хан счел нужным предупредить об отказе от 
намерения весной отправиться с войском на Кубань.
Копия перевода письма Дондук-Омбо к Анне Иоанновне не случайно оказалось в собрании документов Оренбургской комиссии,так как именно на ее начальников возлагалась ответственность за сношения с ханами Младшего жуза. Послание Дондук-Омбо не осталось без внимания. В указе Коллеги иностранных дел начальнику Оренбургской комиссии В.Н.Татищеву от 2 июня 1738 г. пояснялось, что в связи с продолжавшейся войной с Турцией интересы России требуют прекращения нападений казахов на калмыцкие улусы, в связи с чем В.Н.Татищев 
должен был «потрудиться», чтобы казахи возвратили все отобранное у калмыков 
имущество и освободили из плена всех знатных калмыков. Только при таком условии русское правительство могло удержать Дондук-Омбо от ответного похода 
на казахские кочевья.

## Вооруженный конфликт Абулхаира с оренбургским губернатором (1743—1747)

### Причины конфликта
Причиной вооруженного конфликта Абулхаир-хана с губернатором Оренбурга послужило то, что губернатор Иван Неплюев поддерживал и вел близкую дружбу с противником Абулхаира — султаном Бараком. Истинную суть этой «прославившейся» дружбы хорошо понял и сам Абулхаир, однако ошибочно считал главной причиной сближения оренбургского губернатора со своим недоброжелателем интриги самого Барака.
Тонко играя в течение нескольких лет на обостренном самолюбии, политических амбициях и вспыльчивости Абулхаира, Иван Неплюев демонстративно оказывал знаки внимания его главному противнику, называя в своих личных письмах своим «приятелем и другом», посылал ему подарки из Оренбурга и давая султану похвалу по разным поводам и причинам (Отпускаемые как от имени императрицы Елизаветы Петровны, так и лично от себя).

### Боевые действия
В 1743 году Абулхаир предпринял набег на Сорочинскую крепость, где находился его сын Кожа-Ахмед, и попытался силой увезти его, но попытка не удалась. Во избежание повторных подобных действий, российские чиновники перевели Кожа-Ахмеда сначала в Петербург, а после в татарскую слободу у Казани, где он проживал до лета 1748 года.
После неудачного набега, Абулхаир заявил прибывшим к нему в ставку переводчикам из Оренбургской комиссии, что «я-де вас, яко собак, у себя заморю».
С 1743 по 1744 гг. он организовал ряд крупных набегов на пограничные укрепленные пункты и поселения Яицких казаков, которые закончились «побитием и пленом нескольких черкас и русских людей», также совершил несколько вторжений в кочевья волжских калмыков, подвергнул разграблению русские и среднеазиатские караваны на территории своих кочевьях, захватил в плен русских жителей направляя их в аулы подвластных ему старшин и батыров.
В период 1746 по 1747 гг. Абулхаир совершил ряд дерзких набегов на Оренбургскую линию и во внутренние губернии России.
13 февраля 1746 года 2 больших отряда казахов общей численностью до 1500 человек под руководством Абулхаира, обошли фортпосты Яицкой линии ниже Гурьева, перейдя по льду на правый берег реки в районе города Красный яр на Закамской пограничной линии атаковали и разграбили улус волжских калмыков, отогнав в степи большие табуны с лошадьми. Помимо этого разорительного нападения на калмыков, казахи также совершили нападение на русские рыболовецкие станы, где убили 75 калмыков, «ограбили и потом увезли с собой русских и калмык 638 человек». Это нападение Абулхаир рассчитывал использовать как силовое давление на губернатора Неплюева, с тем чтобы он отпустил его сына Кожа-Ахмеда и удовлетворил его главное требование.
В январе 1747 года по инициативе Абулхаира большой отряд казахов Младшего жуза в размере 500 человек, обогнув Яицкие фортпосты, вновь прошел по льду через Яик мимо Гурьева, а затем степью к Волге и напал на калмыцкие улусы и оседло-земледельческие селения, из которых отогнали много голов скота. Возвращаясь обратно, казахи попали в засаду, которую устроили им яицкие казаки. В итоге боев, длившиеся с вечера до полуночи, казахи сумели пробиться к переправе через Яик, потеряв всего 50 человек убитыми.

## Казахские набеги на алтайские улусы
В зиму 1757-1758 гг. отряды Аблая стали совершать набеги на алтайцев. Осенью 1758 г. на территории Алтая действовали уже казахские силы. Батыр Барак, по кличке Кокжал («синегривый»), из племени найман предводительствовал 5.000 человек отрядом, а в отряде батыра Кошкарбая из племени кипчак насчитывалось 4.000 тысячи человек. Разделившись по 100 сарбазов, сарбазы подвергли  местное население беспощадному оргаблению. 
В зимой 1758-1759 гг. часть казахских отрядов, изрядно отягощенных добычей, стали возвращаться в свои родные кочевья, но некоторые остались на Алтае, чтобы продолжать совершать набеги на местные зимовки. Добыча, действительно, была велика. Согласно документальном данным, батыр Кошкарбай в январе 1759 года в Семипалатинске хвалился перед русскими чиновникам тем, что ему лично удалось взять в плен около 300 алтайцев. После этого казахский батыр вновь обрушился на алтайские улусы и разгромил зайсанов Кокшина и Намыкая. В ходе набега в плен было взято еще около 1.500 тысяч алтайцев. Алтайцы как могли старались оказывать сопротивление. В одном из боев был даже убит грозный Кошкарбай. Командующий сибирскими оборонительными линиями Фрауендорф в апреле 1759 года обратился к Аблаю с уведомлению о российском подданстве алтайцев и с указанием вернуть захваченных пленников. Казахский султан не признался своей причастности к этим набегам и отрицал наличие пленных алтайцев в своем улусе. В 1760 г. Кокжал Барак вновь совершил крупный набег на русско-китайских «двоеданцев», а затем громить улус ухрянхайского зайсана Чадака, которыми были цинскими подданными. Батыр преследовал до Китая его и там.

## Столкновение между казахами и российскими пограничными войсками

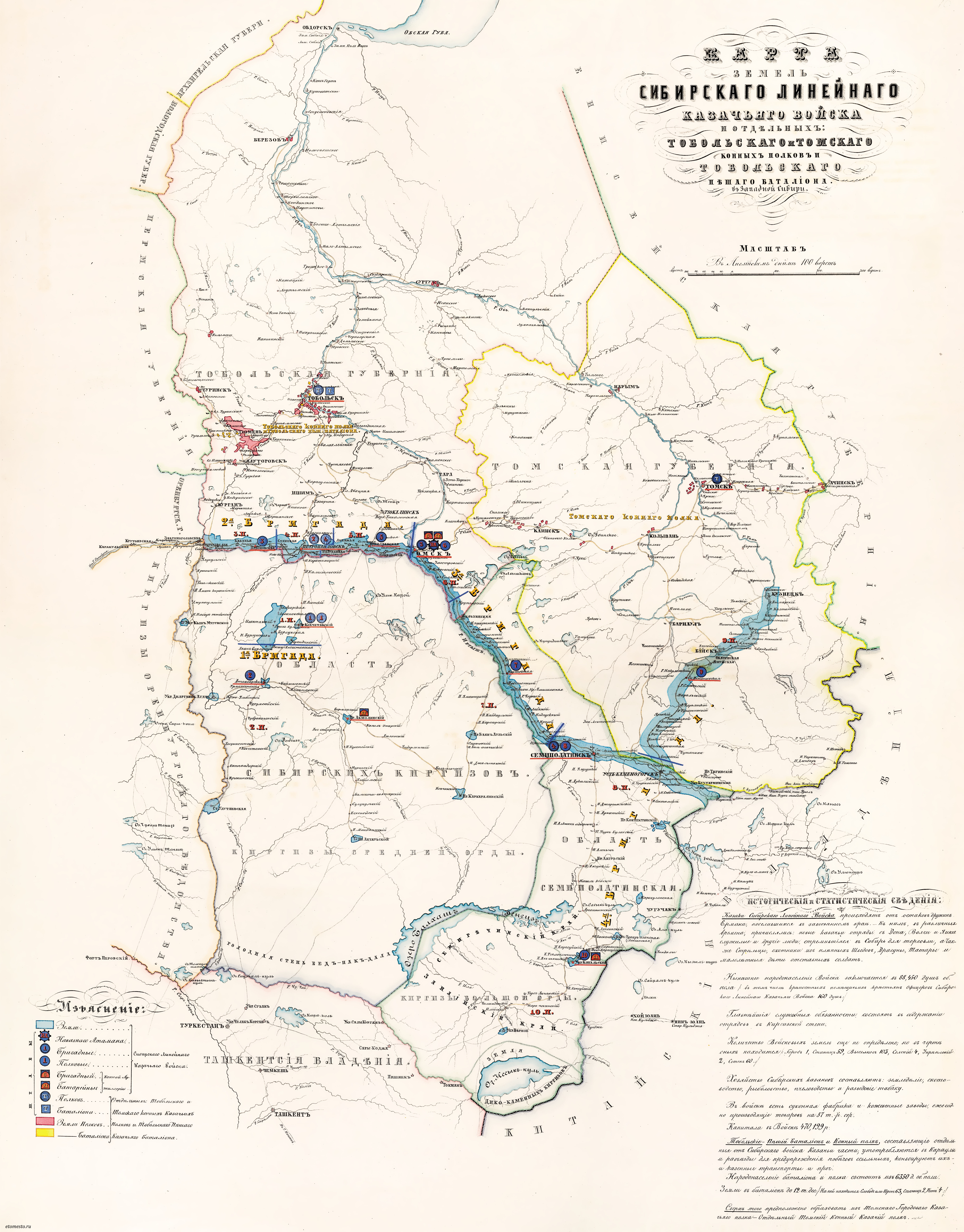
Карта земель Сибирского Линейного Казачьего Войска, и Отдельных Тобольского и Томского Конных полков, и Отдельного Тобольского Пешего батальона в Западной Сибири в 1858 году

Большое недовольство казахов вызывала и интенсивная застройка Иртышской линии крепостей. К середине 50-х гг. среднее расстояние между крепостями, форпостами, станцияии и маяками составило около 12 верст. Это сделало невозможным переход в Кулундинскую степь, богатые пастбища которой представляли огромную ценность для кочевников. Мулла Батырша в начале 1754 года приступил к приготовлениям. Русские в то время возводили цепь крепостей по реке Ишим между крепостью Звериноголовск (Баглан) и Омском, соединяли линию Яик Уй с Иртышской линией, укрепляли российские границы длиной в несколько тысяч киломе-тров, при ширине 50-200 километров. Из-за того, что русские проводили политику распространения своего влияния дальше вглубь реки Иртыш, волновались все казахи. Казахский хан Среднего Жуза Абылай-хан должен был присоединиться к этому восстанию. Общим днем начала восстания был определен 3 июня 1755 годов. Но казахи начали движение еще раньше. Зимой 1754-1755 годов они, напав на сибирские границы русских, выйдя на западную сторону Иртыша, объединились между Юмышем и Семипалатинском и твердо утвердились в мысли не отступать назад. Русские и во владениях Младшего Жуза, захватив в свои руки земли вблизи Илека, в 1754 году начали строить укрепленные пункты. В действительности в результате всех этих событий между башкирами и казахами было достигнуто соглашение о совместном движении. Вновь воздвигнутые русские крепости и укрепленные пункты должны будут совместно уничтожены и русские должны быть вытеснены на западный берег Волги. Казахи, веря в этот союз, откровенно говорили это самим русским: «Всех русских по линии (то есть линия российских крепостей) отбросим за Волгу». У казахов предводителем этого движения был глава кирейского рода по имени Усенбай. Этот человек, придя в ставку хана Среднего Жуза Абылай-хана, напрямую заявил представителю России: «Пришло время выставить вас, русских, на противоположный берег Волги». Таким образом, намерение получить помощи у казахов было твердым. Этому очень верили в особенности знатные люди бурзянских и кипчакских родов башкир и кипчакского рода казахов.
В 1754-1755 гг. из-за этих пастбищ произошли первые серьезные столкновения между казахами и российскими пограничными войсками. В ответ на требование уйти обратно за Иртыш перекочевашие казахи развязали драку с драгунами и казаками «с проломанием многим голов и изувечением». Только после применения огнестрельного оружия кочевники ушли за Иртыш.
В 1763 году Аблай обратился с официальной просьбой к сибирским валстям о разрешении его поддаными использовать земли между Тоболом и Ишимом, так как значительная часть степи выгорела от пожаров. Но правительство через сибирскую администрацию отказало султану, так как пастбища, находящиеся за Ново-Ишимской линией, также пострадали от огня. Разрешения перегнать на ту же территорию шесть тысяч лошадей было выдано преданному властями казахских правителей, позволяя переходить им на зимовья через Иртышскую и Ново-Ишимскую линии.
Нуралы-хан, боровшийся за право использования пастбищ на правобережья Яика, в 1764 году жаловался российским властям, что его прошения не удовлетворяются, в то время как «зятя его Абулфеиза солтана народ... в состоящие оп Иртышу-реке выше Орской крепости форпосты с дачею аманатов в зимние время весь, а не только их скот, на внутреннуюю сторону оной реки перепущаются. Такую ж привольность имеют и пребывающая ведомтства Аблай-солтана против Красноярской крепости киргис-кайсаки». Коллегия инностранных дел, признавая эти факты, отвечала хану, что казахов Среднего жуза пропускали через укрепленные линии из-за необычайно снежной зимы и в дальнейшем  таких поблажек не будет.
В последующем пограничные власти стали жестко действовать против кочевников, пересекающих укрепленные линии, подвергая их телесными наказаниями и конфискуя скот. Нукеры Аблая в ответ захватывали русских поселенцев и также избивали их плетями. Таким образом, отношения продолжали оставаться натянутыми.

## Казахские набеги (1770-1772)
В 1770 году казахи снова совершили ряд нападений на казачьи укрепления.
В 1772 году из казахско-русских разногласий все чаще приводиил к столкновениям на границе. Казахские отряды стали нападать на российские поселения, угонять скот, захватывать людей в плен. В ответ по поводу нападений Аблай отвечал: «Орда наша не так, как ваша Россия, в пределах, но рассеяно находится, так что продерзатели и воры киргиз-кайсаки не в скоро в руки мои попадутся, ибо земля наша пространна, следовательно, где кто кочует, знать почти неможно».

## Казахи в Крестьянской войне (1773—1775)

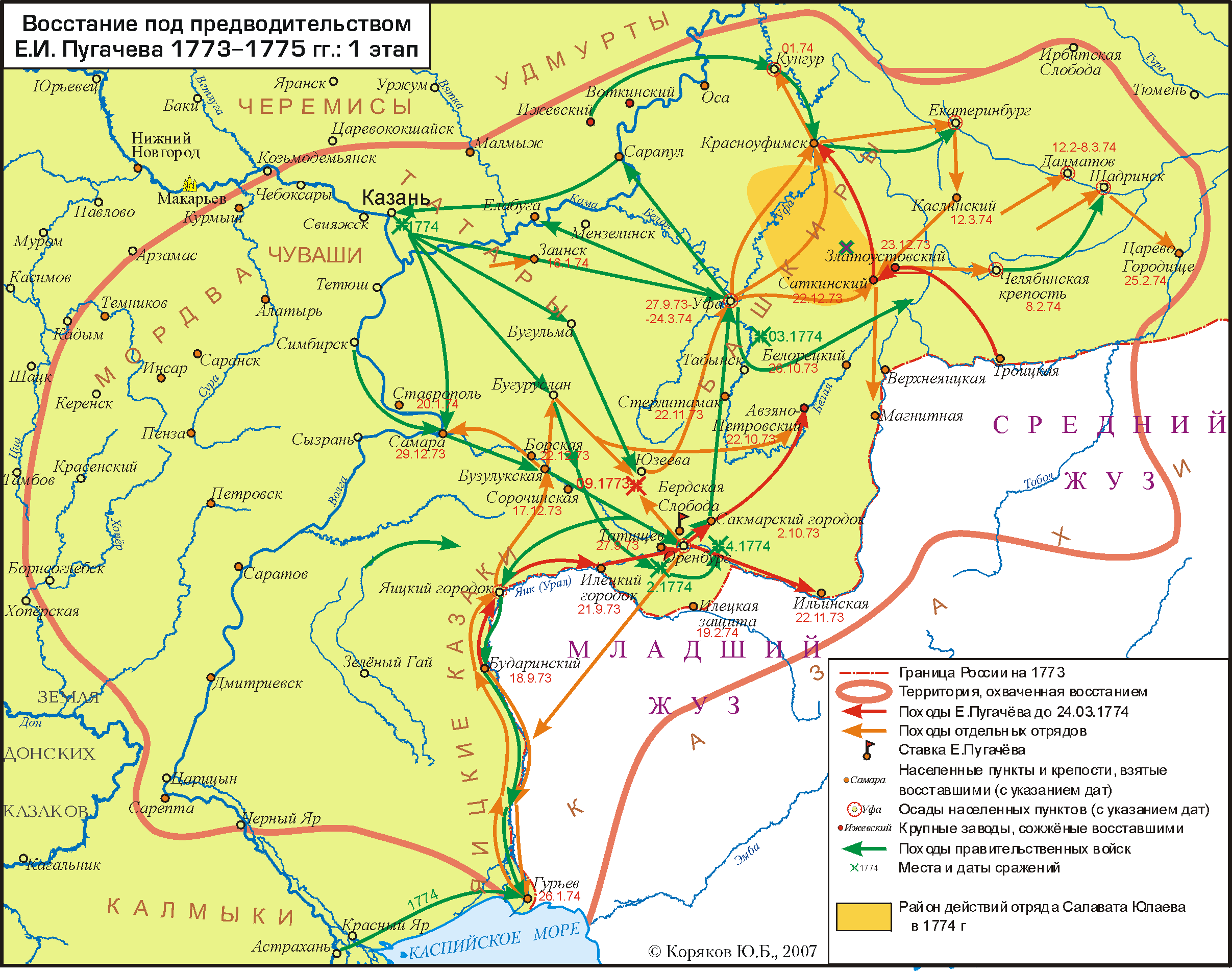
Карта начала восстания

После начала Крестьянской войны под предводительством Емельяна Пугачева в аулах Младшего и Среднего жузов появились воззвания Пугачёва, в которых он призывает казахов поддержать его. Пугачёв обещал, что он освободит крестьян от угнетения, пожаловать их землями, пастбищами, рыбными угодьями, хлебом и солью. О возможности участия казахов в восстании он говорил: «Эта орда, которая здесь кочует, она нам рада будет и она нас встретит и проводит».
Действительно, в скором времени в армии Пугачева появились казахские отряды. Уже в ноябре 1773 года из Среднего жуза к Пугачеву прибыло 70 казахов, которые привели с собой три сотни лошадей, одну сотню быков и 3 тыс. баранов. В материалах допроса Пугачева сказано: «Оные киргизцы (казахи), коих было семьдесят человек, остались при нем и служили во все время злодейства его при нем».
В январе 1774 года в Младший жуз прибыл пугачевский отряд для привлечения казахов в повстанческую армию. На призыв Пугачева откликнулись казахи нескольких родов, отряды которых участвовали потом во многих сражениях, в том числе, и в длительной осаде Оренбурга.
После поражения под Татищевой крепостью, Уфой и Екатеринбургом, Пугачев отступив в горно-заводские районы Урала, стал усиленно привлекать на свою сторону уральских рабочих, башкир и казахов. В Средний жуз он направил башкирского сотника с просьбой прислать к нему в войско несколько тысяч казахов. Обсудив просьбу Пугачева, старшины жуза решили, что согласны, и во всем помогать будут.
С этого момента, нападения казахов на российские военные укрепления участились. Если до восстания Пугачева в среднем, в год происходило 30—40 нападений казахов на пограничные линии, то в 1774 году, их произошло 240 набегов со стороны казахов Среднего жуза.
Российское правительство требовало от ханов Младшего и Среднего жузов решительно прекратить оказание помощи Пугачеву. Это требование отвечало интересам ханов: они были против крестьянской войны, против участия в ней казахского народа. Так, оренбургский губернатор доносил Екатерине II, что Нуралы-хан со своими многочисленными сыновьями и родственниками — предан царской власти, и в любой момент может оказать военную помощь в борьбе с Пугачевым. Примерно о том же писал тобольскому губернатору султан Вали (сын хана Среднего жуза Абылая), заявляя, что Абылай не будет помогать Пугачеву, и сохранит верность царской власти. Казахские батыры разгромили несколько форпостов и увели множество пленных.
Нападение калмыков побудили Нуралы предпринять ответные меры, и вскоре многочисленные казахские отряды стали совершать набеги на калмыцкие кочевья и русские поселения на правобережье Волги. эти нападениями  поддержаны ногайцами. 

### Борьба Среднего жуза
Вовлечения  Среднего жуза было также вызвано ожиданиями получить кочевья северной Сары-Арки, отторгнутой российскими властями.
Действительно, в скором времени в армии Пугачева появились казахские отряды. Уже в ноябре 1773 года из Среднего жуза к Пугачеву прибыло 70 казахов, которые привели с собой три сотни лошадей, одну сотню быков и 3 тыс. баранов. В материалах допроса Пугачева сказано: «Оные киргизцы (казахи), коих было семьдесят человек, остались при нем и служили во все время злодейства его при нем».
В начале апреля 1774 года Емельян Пугачёв вступил в переговоры с ханом Абылаем и просил: «Чтоб они ему подали в завоевании здешних мест и побеждению российских войск помощь, а сверх всего велел им тех хана Аблая и старшин словесно уверить, то за ту помощь обещает отдать им всех сибирских дворян в подданство». Получив несколько подобных писем, и оценив обстановку, хан решил воспользоваться смутой в своих интересах.  Разорив несколько укреплений Ново-Ишимской линии, он попросил у «государя» дозволения оставить себе взятых пленников, на что получил согласие. На этом его участие в восстании было закончено. Абылай-хан сообщил Пугачеву что «он с
сорокью тысячью человеками к Звериноголовской крепости подошел
и тут стан ево расположил и с таким намерением, чтоб на нее
напасть и три крепости уже выжег и людей в полон побрал». Российские власти, возмущенные поведением своего подданного, решили заявить протест. Султаны Худайменде, Даир и казахские старшины встретились
на реке Нижнем Тургае и решили, собрав до 700 человек, ехать под Троицкую крепость. Поэтому Деколонг в июле 1774 г. не стал снимать войска с Ново-Ишимской линии и задержал свой отъезд в Башкирию и на уральские заводы. В середине лета казахские отряды возобновили активные действия по Уйской и Ново-Ишимской линиям. В донесениях появились сообщения о действиях подданных Абылая в Исетской провинции и на Уйской линии, где «в здешних крепостях каждодневно происходят неприятельские приступы, с здешними
драки, смертоубийства, захват людей и кроме этого отгон большого количества скота».
В ответ сын Абылая — султан Вали сообщил, что его отец давно ушел в очередной поход на киргизов, следовательно, ни к каким «худым делам» и «злодейским заблуждениям» отношения не имеет.

### Каспийские набеги казахов
Казахские рода, кочевавшие вдоль Оренбургской линии, действовали не только в районе Урала, Волги и пограничных укреплений, но спускались и к берегам Каспийского моря, совершая набеги на морские ватаги.
7 марта 1775 года бывший в казахском плену Петр Семенов сообщил, что казахи, «собравшись до трёхсот человек, пошли между Астрахани и Гурьева-городка по-прежнему на состоящие по Каспицкому морю ватаги, с намерением, чтоб разбивать и российских людей пленить, да сверх де оных еще и из аулов туда собираются».
Казак Закладнов, посылавшийся из Сорочиковской крепости для разведки в Гурьев-городок, узнал, что казахи родов Табын и Берш разгромили рыбные ватаги купца Ершова, Богатый култук и Каменную. Во главе одного из отрядов в количестве 300 человек стоял казах Чакташ-батыр.
Подтверждение этому находим в рапорте Оренбургской губернской канцелярии графу Панину 18 марта 1775 года: «Киргисцы, на коих хан жаловался и о укрощении их просил, не приставали почти всю зиму при Уральских форпостах делать пакости уводом людей и отгоном скота, а напоследок отважились, прокрався чрез линию, во многолюдстве пробраться и до взморья и тамо все астраханские рыбные ватаги разорить и людей со всем их имуществом захватить».

### Карательные операции российского армии
В зимой 1774-1775 года казахские аулы вновь двинулись в междуречье Яика и Волги. Из-за движение аулов и и нападениями казахских батыров, которые совершали на правительственные отряды и укрепления. Карательные удары вновь обрушиилсь на зачастую не причастные к восстанию аулы, находившиеся в зоне досягаемости российских войск. Но жестокие погромы, в ходе которого военные не обращали внимания ни на пол, ни на возраст жертв, оказались искореннить отблекси пугачевского восстания в казахской степи. Аулы со стадами уходили как можно дальше от границы, вооруженные отряды вновь шли войной на приграничные русские поселения, не проявляя милосердия. Российские власти отказались от массовых репрессий. Летом 1775 году Екатериной II было дано указание «паче стараться ласковым обхождениям притянуть их ближе к нашим границам, не чиня поисков». Карательные операции прекратились. 

### Байбактинское восстание
В 1775 году начались волнения в роде Байбакты. Подавить не удалось, подтверждается перепиской Суворова с Паниным в июле того же года. Казахские отряды численностью от 100 до 500 человек из родов Байбакты, Тама, Табын, Кердаби и Джегал-Байлы с весны 1775 г. действовали по Нижнеяицкой и Верхнеяицкой дистанциями. Отдельные сражения казахских отрядов с регулярными и иррегулярными войсками, а также нападения на крепости и на форпосты. Нападения на русские укрепления большими отрядами в количестве до 300 человек совершали казахи. В апреле казахские отряды нападали на Степную крепость и селения Исецкой провинции. Казахским отрядом были разбиты поселения в районе Ровной и хуторе Золотого. В марте казахи разделившись на два отряда, вступили сражения с гусарами. Один отряд из 60 чел. был разбит, второму удалось уйти преследования вверх по реке Еруслану.

## Казахские набеги на Поволжье (1774-1776)
Все нападения совершались по одному шаблону. Казахи появлялись осенью из пустынных и необитаемых тогда уральских степей, грабили, жгли, убивали и уводили в плен жителей колоний. Число уведенных в плен и убитых определить трудно, так как указания современников очень разноречивы, а архивы уничтожены. Во всяком случае число их доходило до 2500 человек.
Колонии округов Екатериненштадтского, Краснояровского, Тонкошуровского и Тарлыцкого были, за малым исключением, совершенно опустошены и разорены, тем более что некоторые из них подверглись двукратным нападениям (Отроговка, Тонкошуровка, Хайсоль и другие). Две колонии — Хайсоль и Цезарсфельд были уничтожены до основания и более уже не возродились.

## Восстание Невидимки (1775—1776)
Осенью 1775 года, уже после поимки Емельяна Пугачёва, и подавления его восстания во главе казахов встала 22-летняя Сапура из рода Табын и движение вспыхнуло с новой силой. Она, при поддержке Дусалы-султана, создала легенду о человеке-невидимке — Коктемире.
От его имени, Сапура уверяла казахов в скором появлении армии Петра III. В её рассказ поверили, и вскоре, в ставке Сапуры стали собираться войска казахов.
Весной 1776 года, казахи стали нападать на приграничные земли Российской империи. В основном их атаки были сконцентрированы на башкир, которые участвовали в карательных экспедициях против армии Пугачёва, а также на пограничные крепости.
Казахи сжигали фураж, продовольствие и захватывали пленных. Напуганные новыми отголосками «восстания Пугачёва», правительства Екатерины II начали подкупать феодальную верхушку Младшего жуза. Таким образом, ещё в феврале 1776 года, от восстания отошёл Дусалы-султан вместе со многими другими феодалами. Это внесло раскол в лагерь Коктемира, и опасаясь новых репрессий, повстанцы откочевали вглубь степей.

## Восстание Сырыма Датова (1783—1797)
Через семь лет после подавления крестьянского восстания 1773—1775 гг. под предводительством Е. И. Пугачева, в которой казахи приняли активное участие, на территории Младшего жуза в 1783 снова вспыхнуло восстание казахов. Во главе восставших встал, старшина рода Сырым Датов.
Это восстание имело анти-феодальный и анти-колониальный характер. Было продолжением Пугачевского бунта, после которой казахам удалось решить, хотя и частично, земельную и водную проблемы. Указом 7 ноября 1775 г. Коллегия иностранных дел разрешила казахам использовать в зимнее время пастбища в междуречье Урала и Волги, на берегу Каспийского моря, на правом берегу рек Иртыш, Урал, в районе рек Эмба, Сагыз. Однако, уступки царского правительства были вынужденными, по мере укрепления позиций в регионе оно стремилось ликвидировать их или ограничить. Активно против расширения земельных и водных прав казахов выступило Уральское казачье войско. 27 декабря 1782 года последовал указ правительства, о разрешении зимнего перегона скота в вышеуказанные районы, только при условии найма казахами земли.
Весной 1783 года, казахи начали совершать набеги на Уральскую линию укреплений. Казахский отряд во главе со старшинами Ташбулатом и Ербулатом напали на Гирьяльский редут, взяли в плен солдат и угнали скот. К северо-востоку от Оренбурга действовали отряды под предводительством Кадыра и Садыра — старшин из рода тама. Они готовились к нападению на Красногорскую крепость и Татарскую слободу.
Осенью 1783 года, Сырым сумел взять в плен одного из самых буйных атаманов — старшину Чаганова и продал в рабство хивинцам.  Если за весь 1783 года казахами был взят в плен 21 человек, то в 1784 году в неволю увезли 176 человек. В эту статистику входили  в плен от Гурьева до Звериноголовской крепости. В реальности набеги казахов достигали Волги на западе и башкирских кочевий на севере, поэтому реальное количество число пленников, переправленных на хивинские рынки, было огромным.
Видимо, благодаря Сырыму, посвященному во все дела бывшего сюзерена, секреты Нуралы были раскрыты. Свержение хана стало делом принципа и времени.
Осенью 1784 года, хан был вынужден держаться поблизости от Урала, под защитой  казачьих отрядов. Несмотря на это, Нуралы считал, что ситуация находится под его контролем. Кроме того, уральский атаман Данила Донсков не собирался отказывать приятелю в помощи.
Весной 1785 года ожесточенные сражения казахов с царскими отрядами продолжались в районе Нижнеуральской линии. Сырым Датов возглавлял отряд из 2700 человек, старшина Барак — 2000 человек и Тленчи — 1500 человек. Против них было сформировано три отряда казаков под командованием старшин Уральского войска Каспакова, и Понамарева и премьер-майора Назарова. Последний вступил в сражение с отрядом Сырыма Датова, напавшим на Сахарную крепость, и на Антоновский форпост.
В октябре 1786 года Оренбургская экспедиция пограничных дел запросила разрешение совершить новый карательный рейд против казахов.Очередное нападение Жиеншоры на военный отряд вблизи Илецкой защиты закончилось пленением 13 казаков и башкир. Но О. А. Игельстром ответил решительном отказом, наложив на запрет на проведение таких акций. Генерал-губернатор продолжал оказывать содействие в освобождении ранее захваченных в плен казахов и убеждал влиятельных старшин помочь ему в окончательному умиротворении степи. К удивительному многих сторонников политики «сильной руки», такая  тактика себя оправдывала.
В 1786 года разрешение О. А. Игельстрома использовать междуречье Урала и Волги для зимовий. Разрешение было дано правителямс, представлявшим  около 45 тысяч семей, но в реальности на правый берег Урала перешло 60 тысяч юрт. Несмотря на недовольство верхушки уральского казачества, лояльность  к кочевникам помогла нейтрализовать усилия султана Ералы, задумавшего начать вооржуенную борьбу против России. Ералы рассылал воззвания по степи, обратившись даже к хану Среднего жуза Вали, но реальной поддержки найти не сумел.
В начале мая 1787 года по указанию казахами племени алимулы был разграблен караван российского купца Теланчеева. Ущерб от нападения составил 80 тысяч рублей. Кроме того, появились слухи что мятежному султану удалось собрать около 10 тысяч джигитов для нападение на линию. Данная информация вызвала переплох в российской администрации, и О. А. Игельстром решил нанести упреждающий удар силами башкир, которые считались идельаными карателями в походах на казахов. 
Башкирами были совершены  новые нападения на казахов. В течения 1793-1794 годами было угнано около 10 тысяч лошадей.
В 1795 г. 
роды, больше всех пострадавшие от башкирских набегов, неожиданно организовали крупное ответное нападение. Прорвавшись через границу неподалеку от Звериноголовской крепости, они дошли до Челяблинского и Верхнеуральского округов, взяв большое число пленников и угнав множество скота. Вдогонку вступили выступили отряды солдат и казаков Исецкого войска и сумели настичь один из отрядов. В произошедшем бою каратели были разбиты. Потеряв 50 человек, они были вынуждены отказаться от преследования.